# Pohlia subleptopoda
Pohlia subleptopoda är en bladmossart som beskrevs av F. J. Hermann 1976. Pohlia subleptopoda ingår i släktet nickmossor, och familjen Bryaceae. Inga underarter finns listade i Catalogue of Life.